# Diplectrona gombak
Diplectrona gombak är en nattsländeart som beskrevs av Olah 1993. Diplectrona gombak ingår i släktet Diplectrona och familjen ryssjenattsländor. Inga underarter finns listade i Catalogue of Life.